# Andrew Ross
Pour les articles homonymes, voir Ross.
Andrew Ross, né le 6 août 2001, est un nageur sud-africain.

## Carrière
Andrew Ross remporte aux Championnats d'Afrique de natation 2021 à Accra la médaille d'or sur 4 × 100 mètres nage libre mixte et la médaille d'argent sur 200 mètres nage libre, sur 4 × 100 mètres nage libre ainsi que sur 4 × 200 mètres nage libre.
Aux Jeux africains de 2023 à Accra, il est médaillé d'or du 4 × 100 m quatre nages, du 4 × 100 m nage libre et du 4 × 100 m nage libre ùixte, médaillé d'argent du 200 mètres quatre nages et du 4 × 200 m nage libre et médaillé de bronze du 200 mètres nage libre et du 200 mètres brasse.